# ليبيد ثنائي الطبقة

يتكون الدهن ثنائي الطبقة من طبقتين من الدهون المستقطبة

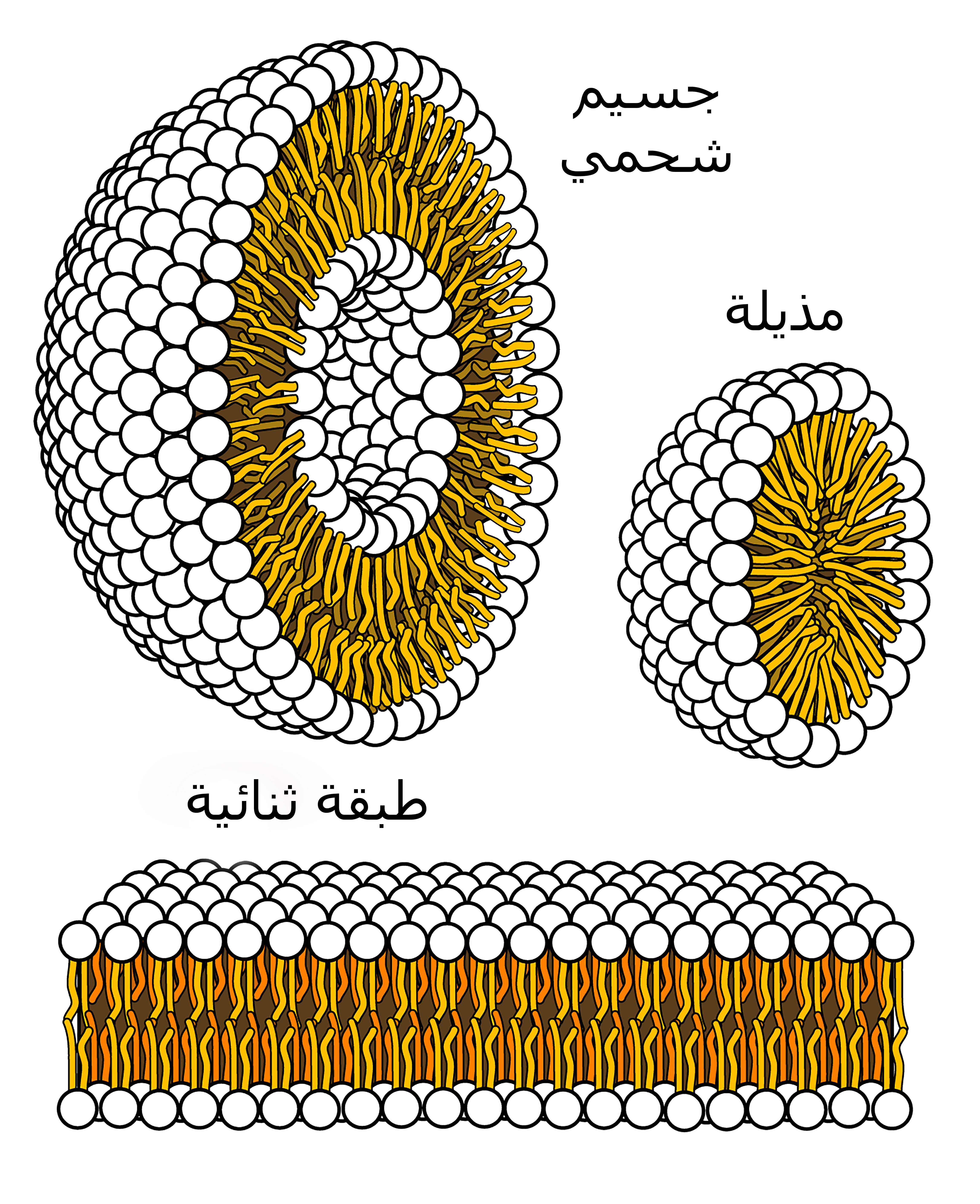
التراكيب الثلاثة الرئيسية من المحلول ; الجسيم الشحمي (طبقة ثنائية مغلقة), والمذيلة والطبقة الثنائية.

ليبيد ثنائي الطبقة (بالإنجليزية: Lipid bilayer) هو غشاء مستقطب رقيق يتكون من طبقتين من الدهون. وهو المكون الأساسي لأغشية الخلايا في الكائنات الحية.
كما يوجد على سطح الخلية مستقبلاتٌ تستطيع الخلايا عن طريقها التواصل.
هذا الدهن الثنائي الطبقة الذي يكوّن غشاء الخلية يعتبر مغلقا تماما، لا يسمح تقريبا بنفاذ جزيئات قطبية أو جزيئات كبيرة، وفي نفس الوقت فطبقتيه مرنتين ومن الصعب تفكيكهما. لذلك فإن شُكَّ غشاء الخلية بإبرة لا يُخَلِّف فجوة فيه. ويمكن للماء والجزيئات الصغيرة المتعادلة كهربيا النفاذ خلال الغشاء من دون أن تتسبب في خلل فيه. ولكن يمكن بواسطة مذيبات الدهون وما يسمى «ليباز» إذابة غشاء الخلية.
هذه الأغشية تحيط بمكونات الخلايا وتحفظها. وهي تكوّن أغشية خلايا جميع الكائنات الحية والفيروسات، كل تلك الخلايا يحيطها غشاء ليبيد ثنائي الطبقة، كما يحيط غشاء منها بنواة الخلية وكذلك أغشية العضيات في الخلية. إن غشاء الليبيد ثنائي الطبقة يعمل على بقاء الأيونات والبروتينات في أماكنها اللازمة وتمنع انتشارها إلى أماكن لا يجب أن تكون فيها. وتقوم تلك الأغشية بدورها هذا على الرغم من كونها لا تتعدى سُمك عدة نانومترات، وهي غير نفّاذة لمعظم الجزيئات المحبة للماء hydrophilic molecules، مما يسمح للخلايا لتنظيم تركيزات الأملاح وكذلك تنظيم الأس الهيدروجيني pH بواسطة أيونات ناقلة عبر أغشيتها باستخدام بروتينات تسمى طلمبات أيونات. مثال على طلمبة أيونات نجده في إيه تي بي-سينثاز.
يمكن أن يتكون الليبيد ثنائي الطبقة من مختلف أطوار المادة تختلف فيما بينها من وجهة حركة الليبيدات (الجزيئات الدهنية) في مستوى الطبقة. منها طور هلامي أو «سائل مبلور» حيث تكون أذيال الجزيئات الدهنية منتظمة وقريبة من بعضها البعض، ومنها طور «شبه سائل» تكون فيه جزيئات الدهن غير منتظمة ولها شيء من الحركة. وفي هذا الطور يوصف الدهن ثنائي الطبقة أيضا بأنه «سائل ثنائي الأبعاد»
أول من اكتشف الدهن ثنائي الطبقة كان العالمان «جورتير» و «جريندل» في عام 1925، حيث اكتشفاه كالمادة الأساسية للغشاء الحيوي، مثلما في أغشية الخلايا.
 ووجدا أنه يفصل بين داخل الخلية وخارجها. ويتكون الدهن ثنائي الطبقة الذي يكوّن غشاءاً حيوياً غالباً من دهون فوسفورية وتكون في طور سائل بحيث تكون الأجزاء الأخرى في الغشاء قابلة للحركة، ومرنة.

## البنية والتنظيم
عندما تتعرض الفسفوليبيدات للماء، تتجمع ذاتيًا ضمن صفيحة ثنائية الطبقة بحيث تتجه الذيول الكارهة للماء نحو مركز الصفيحة. ينتج عن هذا الترتيب «وريقتان» كل منهما عبارة عن طبقة جزيئية واحدة. لا يحتوي مركز هذه الطبقة الثنائية على الماء تقريبًا ويمنع مرور الجزيئات المنحلة في الماء مثل السكريات أو الأملاح. تتحفز عملية التجميع بالتآثرات بين الجزيئات الكارهة للماء (يسمى أيضًا تأثير كره الماء). تسمح زيادة التآثرات بين الجزيئات الكارهة للماء (التي تسبب تكتل مناطق كارهة للماء) لجزيئات الماء بالارتباط مع بعضها البعض بحرية أكبر، ما يزيد من إنتروبيا النظام. تتضمن هذه العملية المعقدة تآثرات غير تساهمية مثل قوى فان دير فالس والروابط الكهروستاتيكية والروابط الهيدروجينية.

## الوظائف البيولوجية

### الاحتواء والفصل
يتمثل الدور الأساسي لليبيد ثنائي الطبقة في علم الأحياء في فصل الحجرات المائية عن محيطها. بدون وجود حاجز يميز المكونات «الذاتية» عن «غير الذاتية»، يصعب تعريف مفهوم الكائن الحي أو الحياة. يأخذ هذا الحاجز شكل ليبيد ثنائي الطبقة في جميع أشكال الحياة المعروفة باستثناء بعض أنواع العتائق التي تستخدم ليبيد أحادي الطبقة متخصص. اقتُرح أن الشكل الأول للحياة ربما كان عبارة عن حويصلة ليبيدية بسيطة كانت قدرتها الوحيدة تقريبًا في الاصطناع الحيوي هي إنتاج المزيد من الدهون الفسفورية. تعتمد قدرة الفصل التي يملكها الليبيد ثنائي الطبقة على حقيقة أن الجزيئات المحبة للماء لا يمكنها عبور نواة الطبقة الثنائية الكارهة للماء بسهولة. تحتوي النواة والميتوكوندريا والبلاستيدات الخضراء على طبقتين من الدهون ثنائية الطبقة، بينما تُحاط البنى الفرعية الخلوية الأخرى بليبيد ثنائي الطبقة وحيد (مثل الغشاء البلازمي والشبكة الإندوبلازمية وجهاز غولجي والجسيمات الحالة).

### التأشير
قد يكون الشكل الأكثر شيوعًا للتأشير الخلوي هو النقل المشبكي، إذ تُنقل النبضات العصبية التي تصل إلى نهاية عصبون (خلية عصبية) واحد إلى عصبون مجاور عبر تحرر النواقل العصبية. يكون هذا النقل ممكنًا بمساعدة الحويصلات المشبكية المحملة بالنواقل العصبية التي تتحرر منها. تندمج هذه الحويصلات مع غشاء الخلية في النهاية ما قبل المشبكية وتحرر محتوياتها خارج الخلية. ثم تنتشر المحتويات عبر المشبك إلى النهاية ما بعد المشبكية.